# Parafia Bożego Ciała w Gdańsku (polskokatolicka)
Parafia Bożego Ciała w Gdańsku – parafia Kościoła Polskokatolickiego w RP, położona w dekanacie pomorsko-warmińskim diecezji warszawskiej. W 2018 liczyła 360 wiernych.
W Trójmieście znajduje się również parafia polskokatolicka Wniebowzięcia NMP przy ul. Warszawskiej 7/9 w Gdyni.

## Historia
Pierwsze zapiski o kościele Bożego Ciała, a wówczas kaplicy przyszpitalnej pochodzą z 1395, kiedy to odnotowano udział w adoracji św. Sakramentu błogosławionej Doroty z Montowów Wielkich. Szpital, przeznaczony głównie dla trędowatych, wybudowano ok. 1351. W 1688 Barthel Ranisch dobudował nawę poprzeczną, dzięki czemu kościół ma kształt litery „T”. Transept to pierwotny gotycki budynek świątyni. Nad wejściem znajdowały się bogate organy, ufundowane w 1766 przez możne rody patrycjuszowskie Gralatów, Schummanów, Buschów i Conradich. Używane obecnie organy, znajdujące się w dobudowanej nawie poprzecznej, pochodzą z kaplicy szpitala im. Mikołaja Kopernika. Ławki są natomiast z Bazyliki Mariackiej. Kościół pw. Bożego Ciała był filialną placówką kościoła pw. Najświętszej Marii Panny, ponieważ nie miał własnej parafii.
W XVI wieku podczas walk z Krzyżakami budynki spalono, ale szybko zostały odbudowane. Nie oparły się zniszczeniom również w 1577 gdy Stefan Batory dyscyplinował zbuntowanych gdańszczan. W 1780 zgliszcza zostały usunięte, rozbudowano szpital i urządzono dom starców.
Parafia Kościoła Polskokatolickiego (do 1951: Polski Narodowy Kościół Katolicki) została zawiązana w 1945, gdy pewnej majowej niedzieli zeszła się tutaj gromadka ludzi, którzy przybyli, by zagospodarować stary polski Gdańsk – a sterczące mury z wypalonymi oczodołami okien doprowadzić do stanu używalności. Ocalałe przy kościele budynki stały się miejscem zamieszkania dla pierwszych pionierów osiedleńców – wyznawców kościoła narodowego. Skupili się oni wokół zniszczonego kościoła. Pierwszym powojennym kapłanem parafii był ks. Roman Powąska.
W 2002 staraniami obecnego proboszcza otwarty został (w sąsiedztwie kościoła) Pomnik-Cmentarz Nieistniejących Cmentarzy. Symbol łączący przeszłość z przyszłością, pomnik wielowyznaniowego i wielonarodowego Gdańska.

## Opis świątyni
Kościół pw. Bożego Ciała położony jest na uboczu miasta, tuż pod stokami Góry Gradowej. Uwagę zwraca niezwykle bogate wyposażenie świątyni min. drewniana ambona, która powstała w XVIII wieku na pamiątkę kaznodziei Jakuba Hegge, głoszącego pierwsze protestanckie kazania. Warto podkreślić również liczne wizerunki herbu Gdańska, obecne w różnych miejscach świątyni – kościół tak jak i szpital był na utrzymaniu miasta i w ten sposób refundował magistratowi zaangażowanie materialne. Centralnym elementem świątyni jest barokowy ołtarz z kopią obrazu św. Rodziny Rafaella, z kurdybanami w antepedium, obraz Andrzeja Stecha z 1696 przedstawiający Chrystusa Ukrzyżowanego, cenne malowidło na płótnie – Sąd Ostateczny – zdobiące sufit, a także ozdoby z ambony zewnętrznej zdjęte na czas remontu – drewniane figurki apostołów, pelikana symbolizującego Chrystusa, który znajdował się nad baldachimem ambony.